# Anomalon fermini
Anomalon fermini là một loài tò vò trong họ Ichneumonidae.